# Posłowie na Sejm Republiki Łotewskiej XII kadencji
Posłowie na Sejm Republiki Łotewskiej XII kadencji (łot. 12. Saeimas deputāti) – łotewscy parlamentarzyści wybrani w głosowaniu z 4 października 2014. 

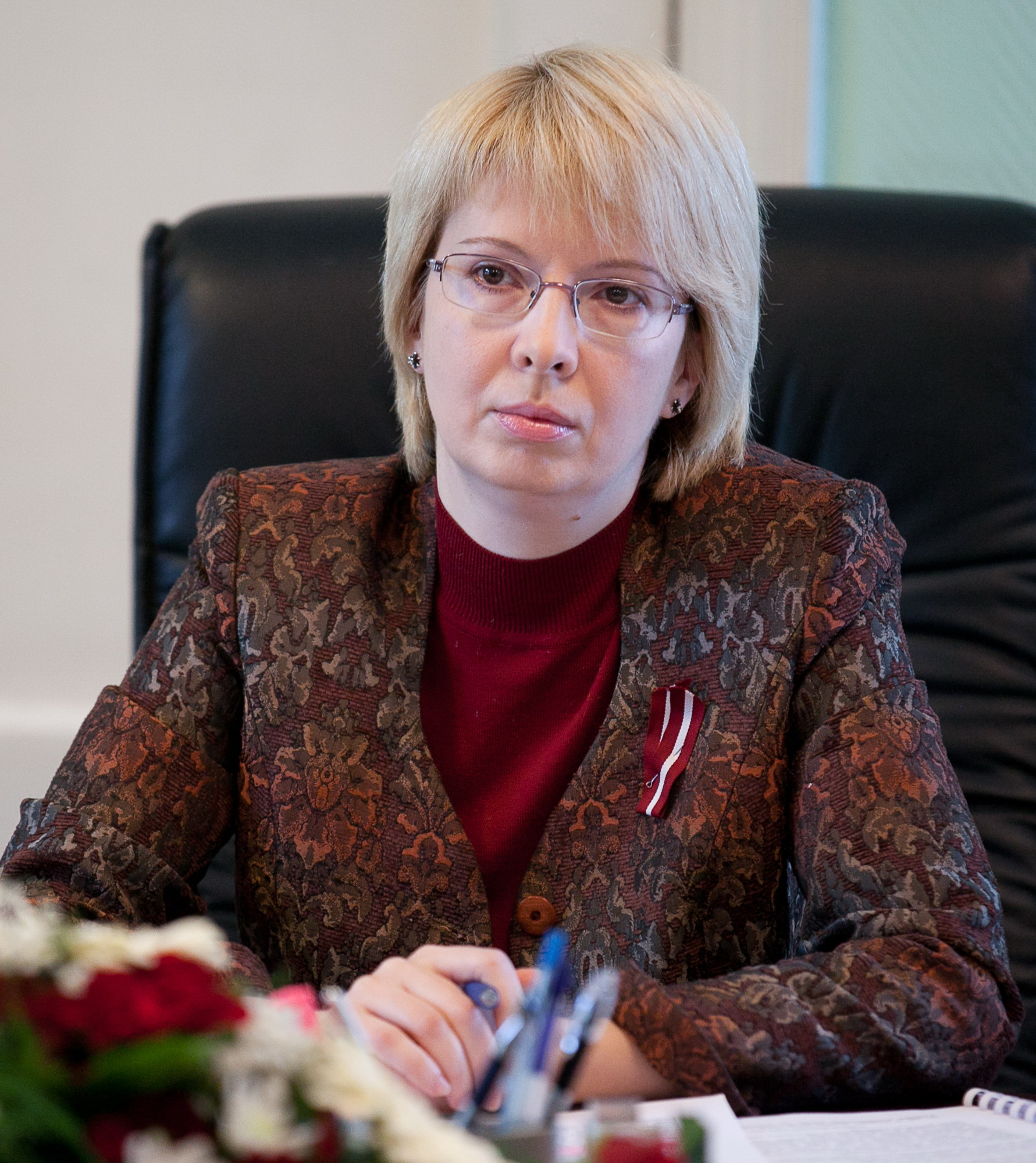
Ināra Mūrniece została wybrana przewodniczącą Sejmu XII kadencji

## Wprowadzenie
Wybory wygrała Socjaldemokratyczna Partia „Zgoda”, uzyskując 24 posłów – o siedmiu mniej niż w kadencji 2011-2014. Kolejne miejsce zajęły: Jedność – 23 posłów, Związek Zielonych i Rolników – 21 posłów, Zjednoczenie Narodowe „Wszystko dla Łotwy!” – TB/LNNK – 17 posłów. 
Do Sejmu XII kadencji dostały się także ugrupowania nieobecne we wcześniejszej kadencji: Łotewskie Zjednoczenie Regionów – 8 posłów oraz Od Serca dla Łotwy – 7 mandatów. 
4 listopada 2014 wybrano prezydium Sejmu. Przewodniczącą została Ināra Mūrniece (Zjednoczenie Narodowe „Wszystko dla Łotwy!” – TB/LNNK), wiceprzewodniczącymi: Gundars Daudze (ZZS) oraz Inese Lībiņa-Egnere (Jedność). Na sekretarza wybrano Andrieja Klementiewa (Socjaldemokratyczna Partia „Zgoda”), zaś na jego zastępcę Gunārsa Kūtrisa (Od Serca dla Łotwy). 

## Lista posłów XII kadencji
1. Socjaldemokratyczna Partia „Zgoda”
- Posłowie z okręgu Ryga
  - Jānis Urbanovičs
  - Andriej Klementiew
  - Boriss Cilevičs
  - Sergiej Mirski
  - Julija Stepanienko
  - Iwan Klementiew
  - Regīna Ločmele-Luņova
    - Igor Zujew (od 7 maja 2015[3])

  - Artūrs Rubiks
  - Siergiej Potapkin
  - Igor Pimonow
  - Nikita Nikiforow
  - Mihails Zemļinskis

- Poseł z okręgu Kurlandia
  - Walerij Agieszyn

- Posłowie z okręgu Semigalia
  - Witalij Orłow
  - Zenta Tretjaka

- Posłowie z okręgu Vidzeme
  - Sergiej Dołgopołow
  - Jānis Ādamsons
  - Ivars Zariņš

- Posłowie z okręgu Łatgalia
  - Andrejs Elksniņš
  - Iwan Ribakow
  - Jānis Tutins
  - Władimir Nikonow
  - Mariana Iwanowa-Jewsiejewa
  - Raimonds Rubiks

2. JEDNOŚĆ'
- Posłowie z okręgu Ryga
  - Edgars Rinkēvičs
    - Veiko Spolītis (od 5 listopada 2014[4])

  - Andrejs Judins
  - Ojārs Kalniņš
  - Aleksejs Loskutovs
  - Rihards Kozlovskis
    - Hosams Abu Meri (od 5 listopada 2014[4])

  - Ilze Viņķele
  - Lolita Čigāne

- Posłowie z okręgu Kurlandia 
  - Inese Lībiņa-Egnere
  - Jānis Junkurs
    - Solvita Āboltiņa (od 4 listopada 2014)

  - Ints Dālderis

- Posłowie z okręgu Semigalia
  - Atis Lejiņš
  - Jānis Reirs
    - Vjačeslavs Dombrovskis (od 5 listopada 2014[4])
      - Viktors Valainis (od 30 kwietnia 2015[5])

  - Juris Šulcs

- Posłowie z okręgu Vidzeme
  - Laimdota Straujuma
    - Edvards Smiltēns (od 5 listopada 2014[4])

  - Ainars Latkovskis
  - Inesis Boķis
  - Jānis Upenieks
  - Kārlis Šadurskis
  - Vilnis Ķirsis
  - Romualds Ražuks

- Posłowie z okręgu Łatgalii
  - Dzintars Zaķis
  - Aldis Adamovičs
  - Anrijs Matīss
    - Janīna Kursīte (od 5 listopada 2014[4])

3. Związek Zielonych i Rolników
- Posłowie z okręgu Ryga
  - Guntis Belēvičs
  - Kārlis Seržants
  - Māris Kučinskis

- Posłowie z okręgu Kurlandia
  - Dana Reizniece-Ozola
    - Edgars Putra (od 5 listopada 2014[4])

  - Aija Barča
  - Gundars Daudze
  - Jānis Vucāns
  - Valdis Skujiņš

- Posłowie z okręgu Semigalia
  - Augusts Brigmanis
  - Raimonds Bergmanis
    - Guntis Kalniņš (od 3 września 2015[6])

  - Uldis Augulis
    - Juris Vectirāns (od 5 listopada 2014[4])

  - Andris Bērziņš

- Posłowie z okręgu Vidzeme
  - Jānis Dūklavs
    - Valters Dambe (od 5 listopada 2014[4])

  - Ingmārs Līdaka
  - Armands Krauze
  - Andris Siliņš
  - Artis Rasmanis
  - Ainārs Mežulis

- Posłowie z okręgu Łatgalia
  - Raimonds Vējonis
    - Jānis Trupovnieks (od 5 listopada 2014[4])

  - Jānis Klaužs
  - Rihards Eigims

4. Zjednoczenie Narodowe „Wszystko dla Łotwy!” – TB/LNNK
- Posłowie z okręgu Ryga
  - Dace Melbārde
    - Andris Vilks (od 5 listopada 2014[4])
      - Ritvars Jansons (od 5 marca 2015[7])

  - Einārs Cilinskis
  - Dzintars Rasnačs
    - Aleksandrs Kiršteins (od 5 listopada 2014[4])

  - Ilmārs Latkovskis
  - Inguna Rībena

- Posłowie z okręgu Kurlandia 
  - Gaidis Bērziņš
  - Janīna Kursīte-Pakule

- Posłowie z okręgu Semigalia
  - Edvīns Šnore
  - Imants Parādnieks
  - Andris Buiķis

- Posłowie z okręgu Vidzeme
  - Raivis Dzintars
    - Gunārs Rusiņš (od 4 grudnia 2014[8] do 28 maja 2015[9])
      - Raivis Dzintars (od 28 maja 2015[9])

  - Jānis Dombrava
  - Ināra Mūrniece
  - Romāns Naudiņš
  - Kārlis Krēsliņš
  - Rihards Kols

- Posłowie z okręgu Łatgalia
  - Inese Laizāne

5. Łotewskie Zjednoczenie Regionów
- Posłowie z okręgu Ryga
  - Arturs Kaimiņš
  - Mārtiņš Šics
  - Inga Bite
    - Ivars Brīvers (od 15 stycznia 2015[10])
      - Inga Bite (od 3 września 2015[11])

- Posłanka z okręgu Kurlandia
  - Nellija Kleinberga

- Poseł z okręgu Semigalia
  - Dainis Liepiņš

- Posłowie z okręgu Vidzeme
  - Mārtiņš Bondars
  - Jānis Ruks

- Poseł z okręgu Łatgalia
  - Juris Viļums

6. Od Serca dla Łotwy
- Posłowie z okręgu Ryga
  - Inguna Sudraba
  - Romāns Mežeckis

- Poseł z okręgu Kurlandia
  - Ringolds Balodis

- Poseł z okręgu Semigalia
  - Aivars Meija

- Posłowie z okręgu Vidzeme
  - Gunārs Kūtris
  - Arvīds Platpers

- Posłanka z okręgu Łatgalia
  - Silvija Šimfa